# Parc d'État John A. Latsch
Le Parc d'État John A. Latsch (en anglais : John A. Latsch State Park) est une réserve naturelle située dans l'État du Minnesota (comté de Winona), aux États-Unis. La faune de parc se compose de coyotes, renards, opossums, serpents (Crotalus horridus par exemple), cerfs de Virginie, etc.